# Yacimiento púnico de Dalías
El yacimiento púnico de Dalías es un yacimiento arqueológico virgen descubierto en el término municipal de Dalías, en la provincia de Almería (España). A falta de ser estudiado, podría considerarse como el yacimiento más importante de la provincia y de Andalucía no solo por su extensión, sino por su estado de conservación.

## Descubrimiento
Descubierto aproximadamente en febrero o marzo de 2008 por Ramón Alférez -primo hermano de Ángel Aguilera Alférez, descubridor del mosaico de Ciavieja- tras un tiempo sospechando de un asentamiento en la zona. Se encuentra cerca de la zona de El Cerrón, un yacimiento ibero.

## Características
El asentamiento es un campamento militar de unas cinco o seis hectáreas de extensión rodeado completamente de una muralla de unos dos metros y medio de altura, en la cual hay, aproximadamente, cada treinta metros torres defensivas donde se situarían los arqueros para defender la muralla.
La teoría más fiable hasta el momento indica que sería el lugar donde se encontraban en el siglo IV a. C. los esclavos que iban a trabajar a las minas de la Sierra de Gádor; aunque es también probable que el propio ejército también trabajara en dichas minas. Probablemente necesitaría que la comida y el resto de suministros necesarios para la vida diaria fueran transportados hasta el lugar, no así el agua, ya que hay un nacimiento que todavía tiene caudal.